# Fletcher Prouty

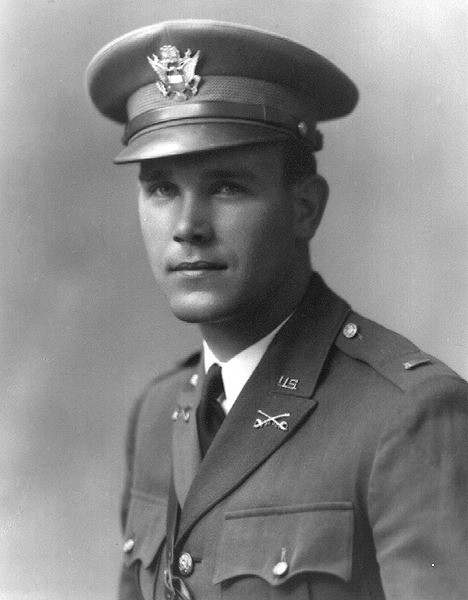
Portrait of L. Fletcher Prouty

Leroy Fletcher Prouty (* 1917; † 2001) war ein US-amerikanischer Offizier.

## Leben
1941 erlangte er am Massachusetts State College einen Bachelor-Abschluss. Im Zweiten Weltkrieg war er zunächst Panzerkommandant. 1943 wurde er Pilot und flog unter anderem General Omar Bradley. Während Präsident Kennedys Amtszeit war er  als Verbindungsoffizier des Pentagon zur CIA für das Netzwerk von verdeckten Agenten zuständig (Chief of Special Operations), das rund um die Erde paramilitärische Operationen durchführte. Prouty verließ die Armee als Oberst nachdem er den Dienst quittiert hatte.
Die Washington Post widmete ihm einen Nachruf.

## Trivia
Prouty war das Vorbild für den Pentagon-Offizier X in Oliver Stones Film JFK – Tatort Dallas, der Mann, der Staatsanwalt Jim Garrison über das Ausmaß krimineller Machenschaften in den Geheimdiensten unterrichtete.
Er veröffentlichte einige Bücher über seine Erlebnisse. Er schrieb u. a. ausführlich über die Bereitschaft der Regierung, verdeckte Operationen durchzuführen, um politische Ziele zu erreichen.